# Hoffnungswiese
Die Hoffnungswiese bei Oberwildenthal im Forstbezirk Eibenstock des Staatsbetriebs Sachsenforst ist eine typische magere Waldwiese des Erzgebirges und steht als Flächennaturdenkmal unter Schutz. Sie gehört zur Schutzkategorie und zum Lebensraumtyp 6520 Berg-Mähwiese.

## Name
Den Namen erhielt die Wiese aufgrund des dort betriebenen Bergbaus auf Eisenstein, in den von den Bergleuten große Hoffnungen gesetzt worden waren. Die Bezeichnung Alte Hoffnung findet sich bereits im ausgehenden 18. Jahrhundert auf den Meilenblättern von Sachsen.

## Geschichte
Der bedeutendste Bergbaubetrieb in diesem Bereich war der Heinrich Stolln. Für den Ausbau der Stollenanlagen war die Rodung des Fichtenwaldes erforderlich. So entstand in diesem Bereich des Bergreviers Eibenstock ein sogenannter Raum, der u. a. den Einwohnern Wildenthals als Hutweide und zur Gewinnung von Viehfutter diente. Die Hoffnungswiese war früher etwa dreimal so groß wie heute und erstreckte sich noch bis in das 20. Jahrhundert vor allem in nördliche Richtung hin zum Auersberg.
Seit der ersten Hälfte des 19. Jahrhunderts führte über die Hoffnungswiese die neuangelegte Chaussee, die beim Nebenzollamt Oberwildenthal von der Passstraße nach Hirschenstand abzweigte und über die Sauschwemme nach Johanngeorgenstadt führte. Aufgrund des steilen Anstiegs bzw. Gefälles, die vor allem in den Wintermonaten sich als ungünstig erwiesen, erfolgte schon bald eine Verlegung der Chaussee in Richtung Rehhübel, wie diese noch heute als Landstraße genutzt wird. Der alte Chausseeverlauf dient nur noch als Forststraße und wird heute als Hoffnungsweg bezeichnet.
Einige Jahre nach Ende des Zweiten Weltkrieges wurden etwa zwei Drittel der Hoffnungswiese aufgeforstet. Ab 1990 erfolgte die Pflege der Hoffnungswiese durch die Naturschutzbehörde des heutigen Erzgebirgskreises.

## Flora
Auf der Hoffnungswiese wachsen u. a. Wiesen-Knöterich und Arnika.